# Estel d'energia fosca
Un estel d'energia fosca o estrella d'energia fosca és un objecte compacte hipotètic, que, segons alguns científics, podria constituir una explicació alternativa per a l'observació de candidats a forats negres.
El concepte fou proposat pel físic George Chapline. La seva teoria afirma que la matèria absorbida pel forat negre es converteix en energia de buit o energia fosca, a mesura que la matèria cau a través de l'horitzó d'esdeveniments. L'espai d'esdeveniments finalitza amb un alt valor per a la constant cosmològica i presenta una pressió negativa contra la gravetat. D'aquesta manera, no hi hauria cap singularitat per a destruir la informació.

## Teoria
Al marc de 2005, George Chapline afirmà que la mecànica quàntica determina amb "quasi total certesa" que els forats negres no existeixen i els objectes en qüestió són estels d'energia fosca. Un estel d'energia fosca és un concepte diferent al de gravastar.
Els estels d'energia fosca foren proposats perquè a la física quàntica el temps absolut és necessari; això no obstant, en la relativitat general, un objecte que estigui caient en un forat negre semblaria per a un observador extern travessar l'horitzó d'esdeveniments d'una manera infinitament lenta. En el mateix objecte es tindria la sensació que el temps flueix normalment.
Per tal de reconciliar la mecànica quàntica amb els forats negres, Chapline teoritzà que hi hauria una fase de transició en la fase de l'espai en l'horitzó d'esdeveniment. Basà les seves idees en la física de superfluids. Quan una columna de superfluid creix molt alta, en algun moment, la densitat s'incrementa, reduint la velocitat del so, de manera que s'apropa a zero. Això no obstant, en aquest punt, la física quàntica fa que les ones de so dissipen la seva energia en el superfluid, de tal manera que la condició de velocitat zero no es troba mai.
En la hipòtesi d'estel d'energia fosca, la matèria absorbida aproximant-se a l'horitzó d'esceveniment es desintegra successivament en partícules més lleugeres. A prop de l'horitzó d'esdeveniments, els efectes ambientals acceleren la desintegració protònica. Això podria ser els raigs còsmics d'alta energia i les fonts de positrons del cel. Quan la matèria cau a l'horitzó d'esdeveniments, l'energia equivalent d'alguna o tota la matèria es converteix en energia fosca. Aquesta pressió negativa contraresta el guany de massa de l'estel, evitant la singularitat. La pressió negativa també dona a la constant cosmològica un valor molt alt
A més, els estels d'energia fosca 'promordials' es podrien formar per fluctuacions d'espai temps, el que seria semblant a bombolles de líquid condensant-se espontàniament fora d'un gas que s'està refredant. Això no tan sols altera la comprensió dels forats negres, sinó que té la possibilitat d'explicar l'energia fosca i la matèria fosca, que s'observa indirectament.